# Anisodes difficilis
Anisodes difficilis là một loài bướm đêm trong họ Geometridae.